# 哈岛金丝燕
哈岛金丝燕（学名：Aerodramus infuscatus）是雨燕科的一种金丝燕，是哈马黑拉岛的特有种，曾被视作摩鹿加金丝燕的亚种。
哈岛金丝燕的自然栖息地为亚热带或热带的湿润低地森林及山地森林。